# Maha Sarakham

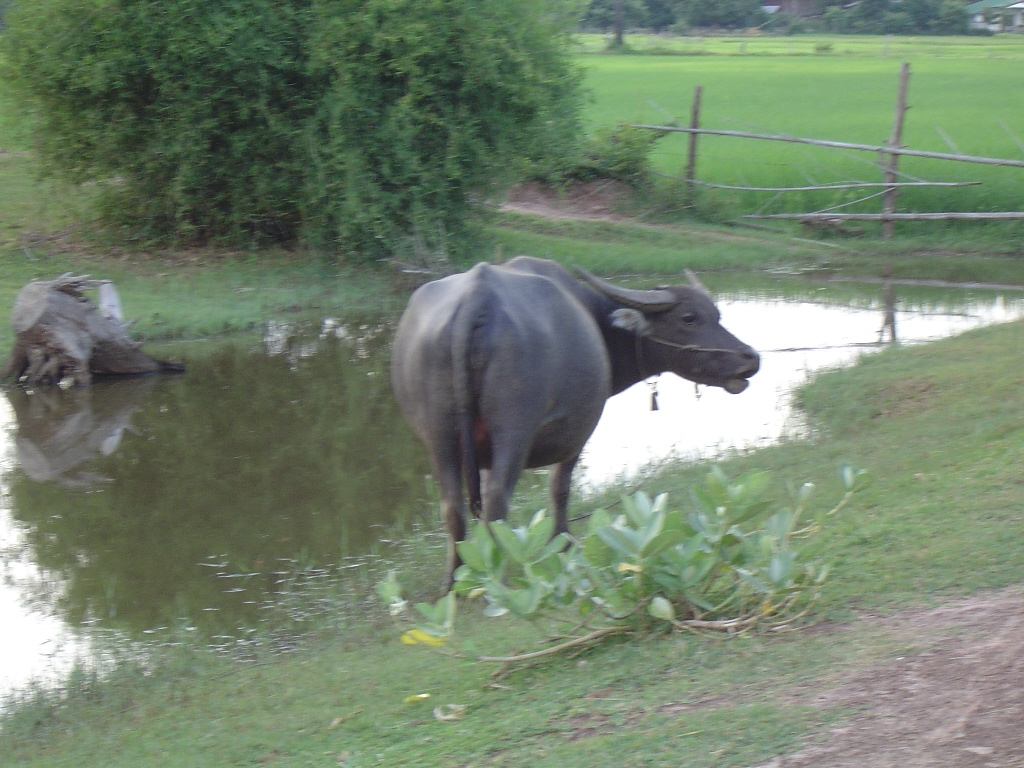
Wasserbüffel

Maha Sarakham (auch Mahasarakam, in Thai มหาสารคาม) ist eine Stadt (เทศบาลเมืองมหาสารคาม) in der thailändischen Provinz Maha Sarakham. Sie ist die Hauptstadt des Landkreises (Amphoe) Mueang Maha Sarakham und der Provinz Maha Sarakham.
Die Stadt Maha Sarakham hat 40.154 Einwohner (Stand 2012).

## Geographie
Die Provinz Maha Sarakham liegt in der Nordostregion von Thailand, dem Isan.
Die Stadt Maha Sarakham liegt im Herzen des Isan, inmitten der Khorat-Hochebene. Die Entfernung zur Hauptstadt Bangkok beträgt etwa 450 Kilometer.

## Klima
|                       | Jan  | Feb  | Mär  | Apr  | Mai   | Jun   | Jul   | Aug   | Sep   | Okt   | Nov  | Dez  |   |         |
| Mittl. Tagesmax. (°C) | 30,4 | 32,8 | 35,1 | 36,2 | 34,6  | 33,2  | 32,7  | 32,0  | 31,6  | 31,0  | 30,1 | 29,2 | ⌀ | 32,4    |
| Mittl. Tagesmin. (°C) | 16,1 | 19,4 | 22,3 | 24,6 | 24,8  | 24,9  | 24,5  | 24,3  | 23,8  | 22,7  | 19,4 | 15,9 | ⌀ | 21,9    |
|                       |      |      |      |      |       |       |       |       |       |       |      |      |   |         |
| Niederschlag (mm)     | 2,0  | 12,6 | 46,6 | 81,5 | 155,0 | 190,0 | 140,5 | 210,2 | 221,4 | 124,9 | 13,2 | 4,0  | Σ | 1.201,9 |
|                       |      |      |      |      |       |       |       |       |       |       |      |      |   |         |
| Regentage (d)         | 1    | 2    | 3    | 7    | 13    | 15    | 14    | 17    | 17    | 10    | 2    | 1    | Σ | 102     |

| 16,1 |

| 19,4 |

| 22,3 |

| 24,6 |

| 24,8 |

| 24,9 |

| 24,5 |

| 24,3 |

| 23,8 |

| 22,7 |

| 19,4 |

| 15,9 |

| 16,1 |

| 19,4 |

| 22,3 |

| 24,6 |

| 24,8 |

| 24,9 |

| 24,5 |

| 24,3 |

| 23,8 |

| 22,7 |

| 19,4 |

| 15,9 |

| N i e d e r s c h l a g | 2,0 | 12,6 | 46,6 | 81,5 | 155,0 | 190,0 | 140,5 | 210,2 | 221,4 | 124,9 | 13,2 | 4,0 |
|                         | Jan | Feb  | Mär  | Apr  | Mai   | Jun   | Jul   | Aug   | Sep   | Okt   | Nov  | Dez |

## Wirtschaft und Bedeutung
Die Landwirtschaft, in erster Linie Reisanbau und Anbau von Zuckerrohr sowie die Zucht von Rindern, Wasserbüffeln und Schweinen, ist die wichtigste Erwerbstätigkeit in dieser Provinz. Daneben gibt es auch Seidenraupenzucht und Seidenweberei.

## Bildung
Maha Sarakham ist hauptsächlich wegen seiner Bildungseinrichtungen bekannt und gilt als „Zentrum der Bildung“ im Nordosten Thailands oder auch Taxila des Isan, was so viel bedeutet wie „Zentrum mit allen Bildungsmöglichkeiten“.

### Bildungseinrichtungen
- Maha Sarakham Universität[3]
- Maha Sarakham Rajabhat Universität[4]
- Mahasarakham Vocational College (วิทยาลัยอาชีวศึกษามหาสารคาม)[5]
- Sri Maha Sarakham Nursing College (มหาสารคามวิทยาลัยพยาบาลศรี)[6], landesweit eins der führenden College für Krankenpflege. Das College pflegt Kooperationen unter anderem mit der Johns Hopkins University aus den USA, der Okayama University aus Japan und der University of Western Sydney aus Australien.
- Mahasarakham Sports College
- Mahasarakham Technical College (วิทยาลัยเทคนิคมหาสารคาม)[7]
- Mahasarakham Agricultural College

## Sehenswürdigkeiten
- Wat Maha Chai (วัดมหาชัย,  auch: วัดเหนือ – Nordtempel) – buddhistische Tempelanlage (Wat), die wertvolle Sammlungen der Isan-Literatur und -Kunst beherbergt.
- Kaeng-Loeng-Chan-Stromschnellen (แก่งเลิงจาน) – idyllisches Ausflugsziel

## Festival
Das „Maha Sarakham Bun Boek Fa Festival and Red Cross Fair“ ist ein Festival und Jahrmarkt, an dem jeder Bezirk mit einem Festzug auftritt und Produkte aus den verschiedenen Bezirken ausstellt und verkauft. Das Festival wird zu Ehren der Mutter des Reis Mae Phosop oder Goddess of Rice abgehalten (แม่โพสพ).

## Söhne und Töchter der Stadt
- Jetsada Puanakunmee (* 1982), Fußballspieler
- Sutthisak Singkhon (* 1996), Leichtathlet
- Rangsarit Sutthisa (* 1979), Fußballspieler